# 제10의 도망자
제10의 도망자(The 10th Victim)는 이탈리아에서 제작된 엘리오 페트리 감독의 1965년 영화이다. 마르첼로 마스트로야니 등이 주연으로 출연하였고 카를로 폰티 등이 제작에 참여하였다.

## 출연

### 주연
- 마르첼로 마스트로야니
- 우슬라 안드레스

### 조연
- 엘사 마티넬리
- 살보 란도네
- 마시모 세라토
- Milo Quesada

## 제작진
- 원작자: 로버트 셰클리
- 의상: Giulio Coltellacci

## 같이 보기
- 런닝맨 (1987년 영화)
- 토너먼트 (영화)